# Forficula auricularia
La papaorelles, papanovia o tisoreta (Forficula auricularia) és una espècie d'insecte dermàpter omnívor de la família Forficulidae. Són inofensius i tendeixen a habitar els mateixos llocs que els humans. El nom de papaorelles prové de la falsa creença que aquests insectes entren a les orelles humanes i entren dins el cervell. Tanmateix, s'han donat casos de papaorelles entrant dins les orelles per error. F. auricularia és una espècie que té cura dels seus fills i ha sobreviscut en una gran varietat d'ambients.

## Noms comuns
Donat que és un insecte prou conegut i corrent a casa nostra rep nombrosos noms comuns: corcollana, cucatalles, estenalletes, estisora, estisoreta, labidur, papaestisores, papallona, papanovia, papaorelles, papa-sastres, picanovia, picapolla, sastre, tallacames, talladits, tisoreta, xoriguera, xuriana, també papapolles.

## Morfologia

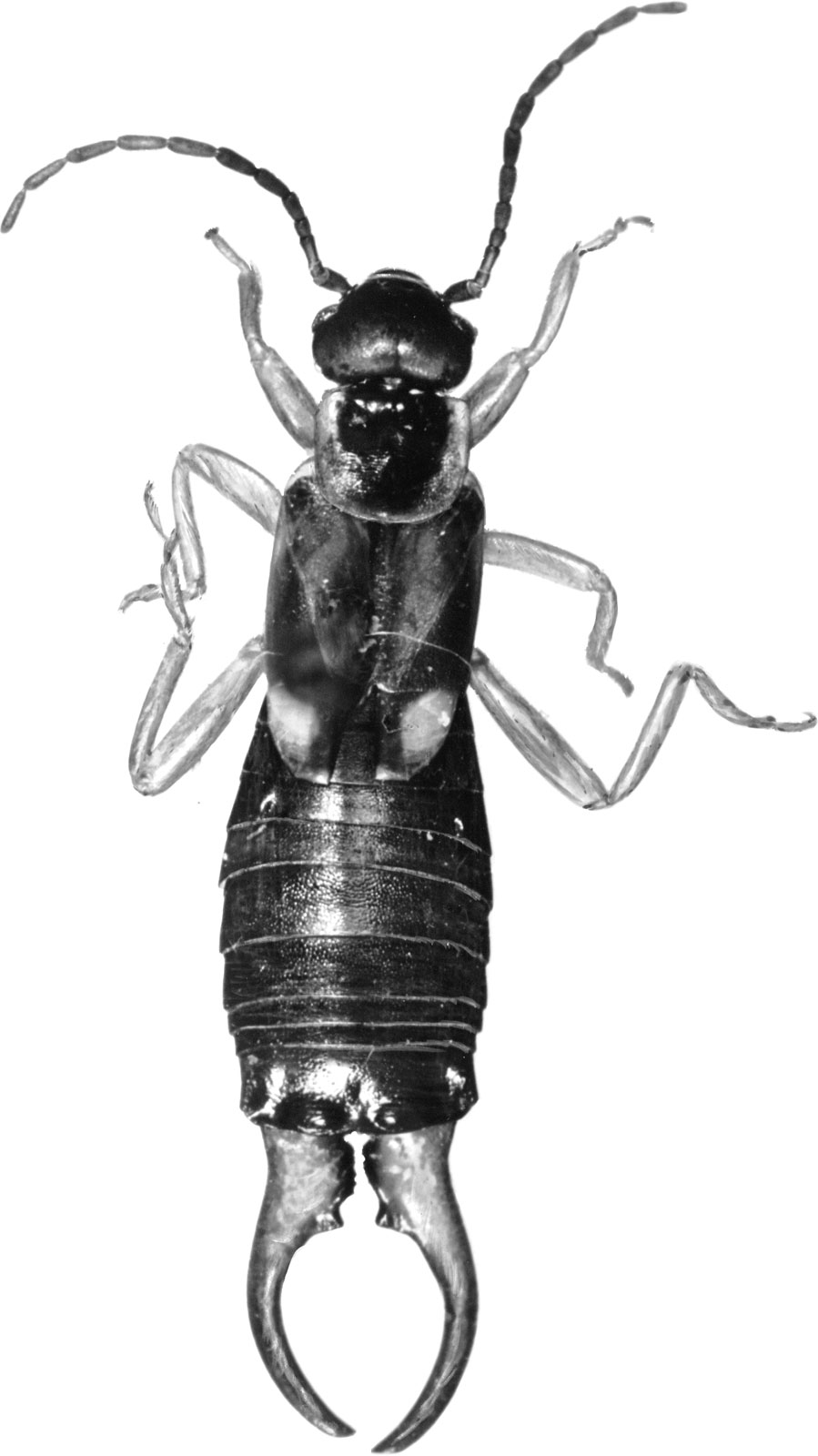
Mascle

Forficula auricularia té un cos aplanat marronós, amb un pronot en forma d'escut, dos parells d'ales i un parell de crecs en forma de pinces. Fan entre 12 i 15 mm de llargada. L'antena té 11–14 segments, i la boca és de tipus mastegador.
Els adults mostren polimorfisme en el pes del cos i l'amplada del cap. Els cercs es fan servir durant l'aparellament, alimentació i autodefensa.

## Història natural

### Origen
Són originaris d'Europa, Àsia occidental i probablement el Nord d'Àfrica, Forficula auricularia va ser introduït a Amèrica del Nord a principi del segle XX i ara està estès per tot el continent. Les tisoretes es troben comunament en climes temperats, són més actives quan la temperatura del dia té la mínima fluctuació.

### Comportament
Aquests dermàpters passen el dia en llocs frescos, foscos i inaccessibles com són les flors, les fruites i esquerdes de la fusta. Són actius principalment de nit, s'alimenten des de matèria vegetal a petits insectes. Són més aviat carronyaires que depredadors. Les seves plantes favorites inclouen la brassicàcia Sisymbrium officinale, el trèvol Trifolium repens, i la dàlia Dahlia variabilis. També s'alimentes de melassa i plantes no vasculars, líquens i algues. Prefereixen la carn i el sucre als vegetals. Prefereixen els àfids (pugons) a les fulles o trossos de fruites. Els adults mengen més insectes que no pas les nimfes.
Encara que F. auricularia té ales ben desenvolupades, són força febles i poques vegades les usen.

### Reproducció
Passen l'hivern a uns 5 mm sota la terra. La femella pon, a la tardor, uns 50 ous en un niu subterrani. Entra en un estadi de dormició i s'està al niu amb els ous. La femella té cura de la seva descendència, a la primavera surt i emergeixen les nimfes que són molt similars als adults però més petites. Les vigila fins que tenen un mes.

## Hàbitat
Les papaorelles europees tenen la seva temperatura òptima a 24 °C. L'aparició de les tisoretes es pot predir basant-se en paràmetres meteorològics.

## Impacte en els humans
Forficula auricularia se sap que causa danys en els cultius, flors i vergers de fruiters quan arriba a altes poblacions. Les papaorelles es mengen els cabells (estils) del blat de moro i danyen aquest conreu. Entre els fruits danyen les pomes, préssecs, prunes i peres. Sovint se les veu entre els pètals de les flors ornamentals.
El control de F. auricularia s'ha intentat fent servir els seus enemics naturals incloent la mosca parasitoide Bigonicheta spinipenni, el fong Erynia forficulae i Metarhizium anisopliae, com també moltes espècies d'ocells. Entre els insecticides, el Diazinon.
D'altra banda les tisoretes es poden fer servir per controlar algunes plagues d'insectes incloent els psyllidae de la perera. Els danys en els cultius per F. auricularia està limitat quan hi ha alts nivells de les seves preses.